# Heliotropium indicum
Heliotropium indicum är en strävbladig växtart som beskrevs av Carl von Linné. Heliotropium indicum ingår i Heliotropsläktet som ingår i familjen strävbladiga växter. Inga underarter finns listade i Catalogue of Life.

## Bildgalleri

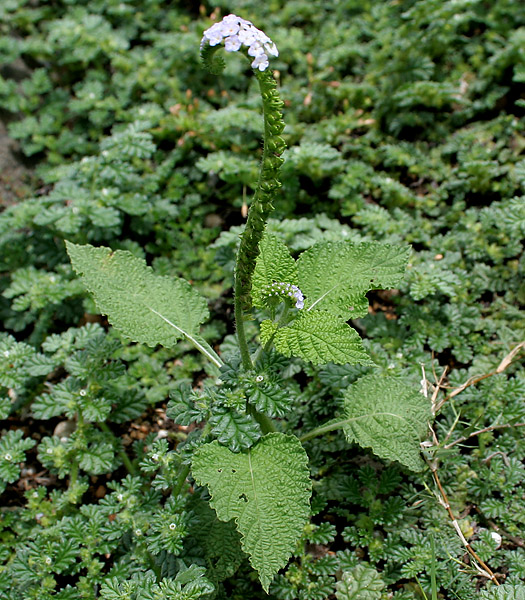
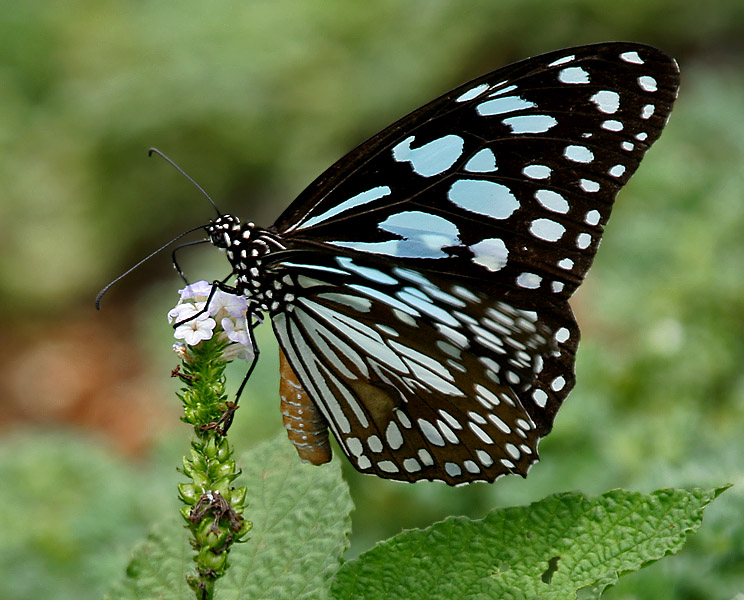
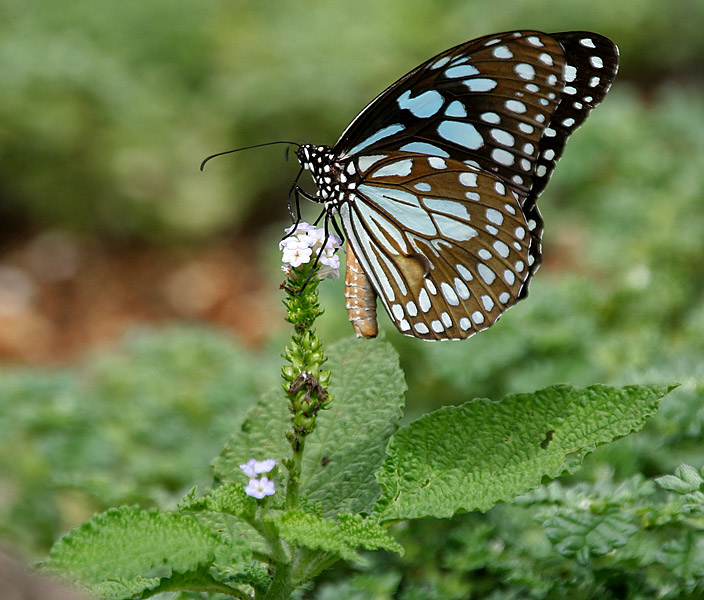
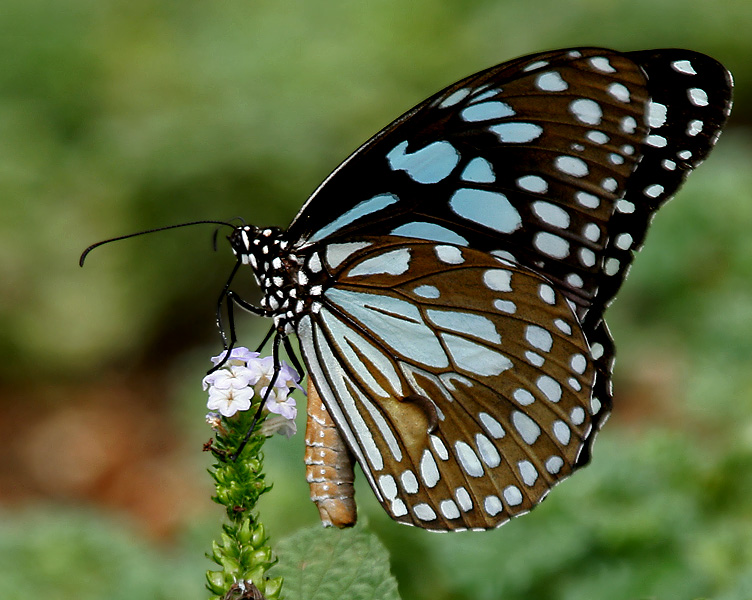
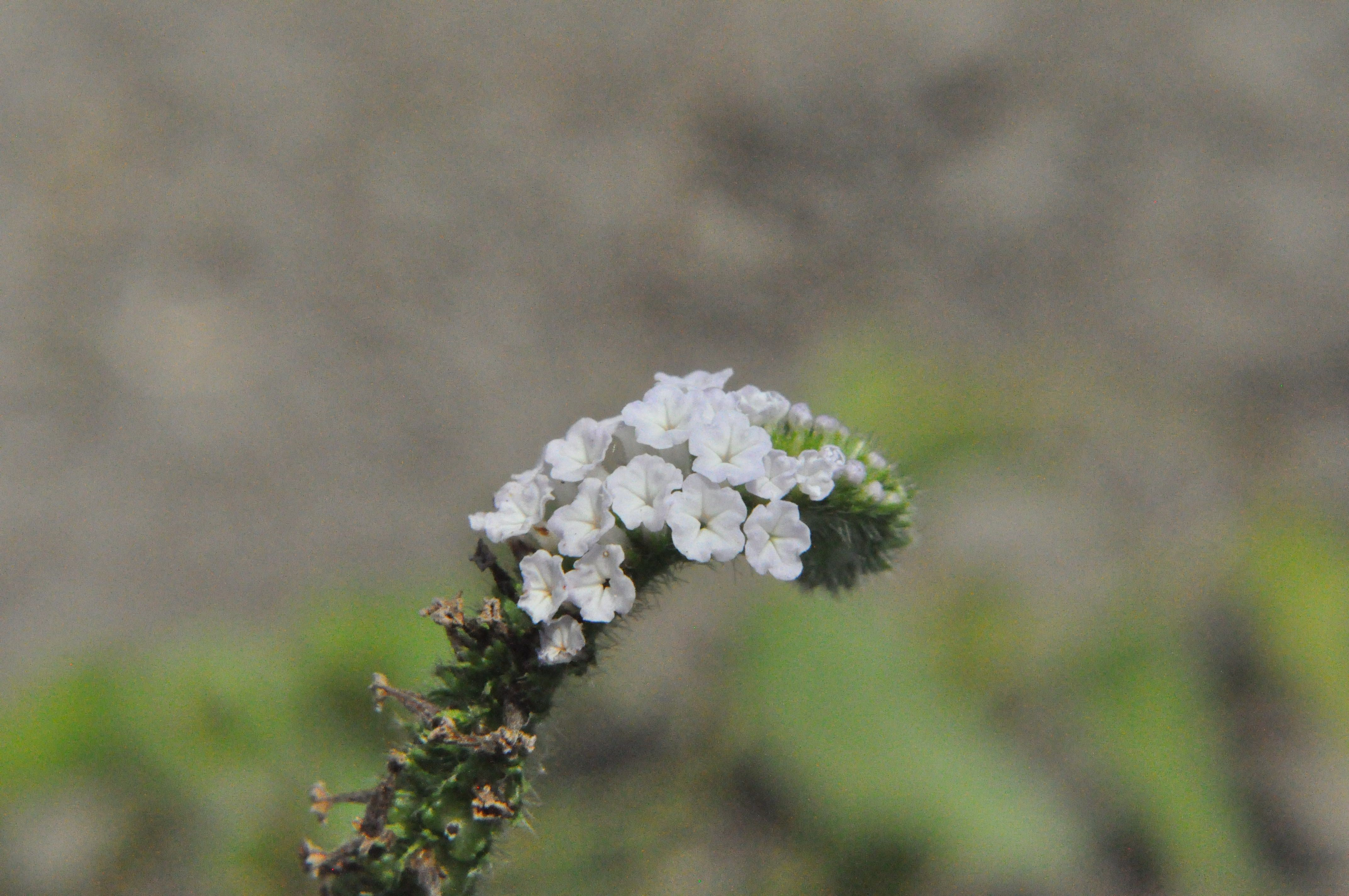
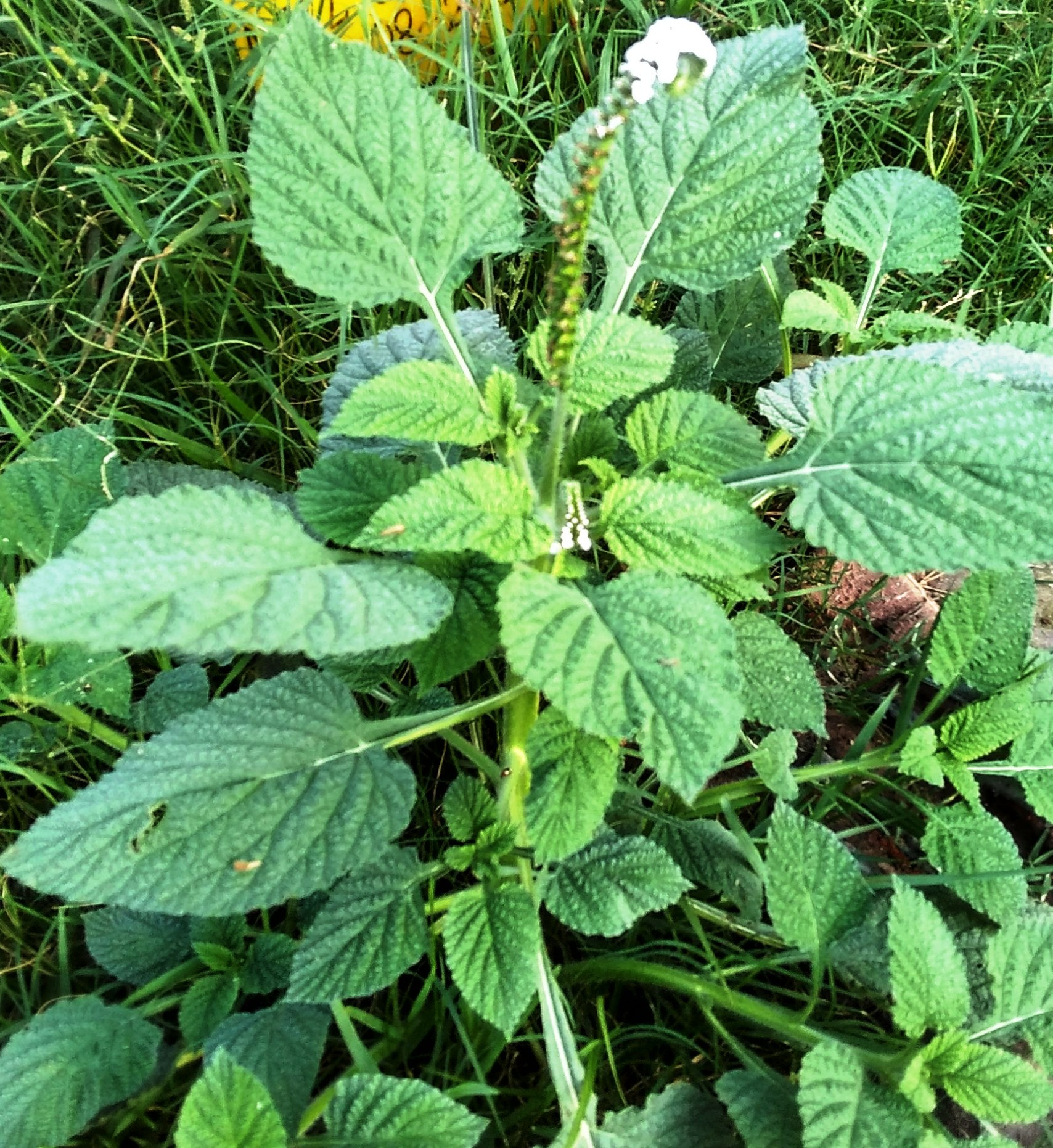